# Argonauta hians
Argonauta hians е вид главоного от семейство Argonautidae. Видът не е застрашен от изчезване.

## Разпространение и местообитание
Разпространен е в Австралия (Западна Австралия, Куинсланд, Нов Южен Уелс и Северна територия), Американска Самоа, Американски Вирджински острови, Ангола, Ангуила, Антигуа и Барбуда, Аруба, Бангладеш, Барбадос, Бахамски острови, Бахрейн, Бенин, Бермудски острови, Бонер, Британски Вирджински острови, Бруней, Вануату, Венецуела, Виетнам, Габон, Гамбия, Гана, Гваделупа, Гвинея, Гвинея-Бисау, Гренада, Гуам, Демократична република Конго, Джибути, Доминика, Доминиканска република, Египет, Екваториална Гвинея, Еритрея, Западна Сахара, Йемен, Израел, Източен Тимор, Индия, Индонезия, Йордания, Ирак, Иран, Кайманови острови, Камбоджа, Камерун, Катар, Кения, Китай, Кокосови острови, Колумбия, Кот д'Ивоар, Куба, Кувейт, Кюрасао, Либерия, Мавритания, Мадагаскар, Малайзия, Малдиви, Малки далечни острови на САЩ, Мароко, Мартиника, Маршалови острови, Мианмар, Микронезия, Мозамбик, Монсерат, Намибия, Науру, Нигерия, Ниуе, Нова Каледония, Обединени арабски емирства, Оман, Остров Норфолк, Остров Рождество, Острови Кук, Пакистан, Палау, Папуа Нова Гвинея, Пуерто Рико, Саба, Самоа, Саудитска Арабия, САЩ (Джорджия, Северна Каролина, Флорида, Хавайски острови и Южна Каролина), Свети Мартин, Северна Корея, Северни Мариански острови, Сейнт Винсент и Гренадини, Сейнт Китс и Невис, Сейнт Лусия, Сен Бартелми, Сен Естатиус, Сенегал, Сиера Леоне, Сингапур, Синт Мартен, Соломонови острови, Сомалия, Судан, Тайланд, Танзания, Того, Токелау, Тонга, Тринидад и Тобаго, Тувалу, Търкс и Кайкос, Уолис и Футуна, Фиджи, Филипини, Хаити, Хонконг, Шри Ланка, Южна Африка, Южна Корея, Ямайка и Япония.
Среща се на дълбочина около 335 m, при температура на водата около 7,7 °C и соленост 34,9 ‰.